# IPhone 7
El iPhone 7 es un teléfono inteligente de gama alta diseñado por Apple Inc., presentado el 16 de septiembre de 2016 junto con el iPhone SE como sucesor del iPhone 6s, durante el evento Keynote realizado en San Francisco (California, EE. UU.).

## Presentación y lanzamiento
Su presentación se realizó el 17 de septiembre de 2016 en el Apple Special Event en el auditorio Bill Graham Civic Auditorium en San Francisco (California). En la misma se anunció que la preventa comenzaría el día 9 de ese mismo mes y que el lanzamiento oficial de los dispositivos sería el 11 de octubre en los países de la primera oleada, extendiéndose al resto del mundo a partir del 17 de diciembre.
El 21 de marzo de 2017 y sin aviso previo más que algunos rumores, Apple lanzó una edición especial del iPhone 7 en color rojo. Esta versión está disponible únicamente en capacidades de 128 y 256 GB y forma parte de la iniciativa Product (RED), por lo que parte del dinero recaudado con las ventas de este modelo se destinarán a la lucha contra el VIH en el África subsahariana.

## Características

### Diseño
Respecto a sus predecesores, los dos modelos del iPhone 7 se diferencian principalmente por el rediseño de las líneas traseras de las antenas y la cámara. Estos modelos se presentan en dos nuevos colores: negro mate y negro brillante, o Jet Black como lo denomina Apple, eliminando el gris espacial de anteriores generaciones, más adelante, Apple lanzó un color diferente para el iPhone, el color rojo (iPhone (RED) Product). Se conservan los colores plata, oro y oro rosa.

Comparación de los puertos de un iPhone 6s (arriba) y un iPhone 7 (abajo).

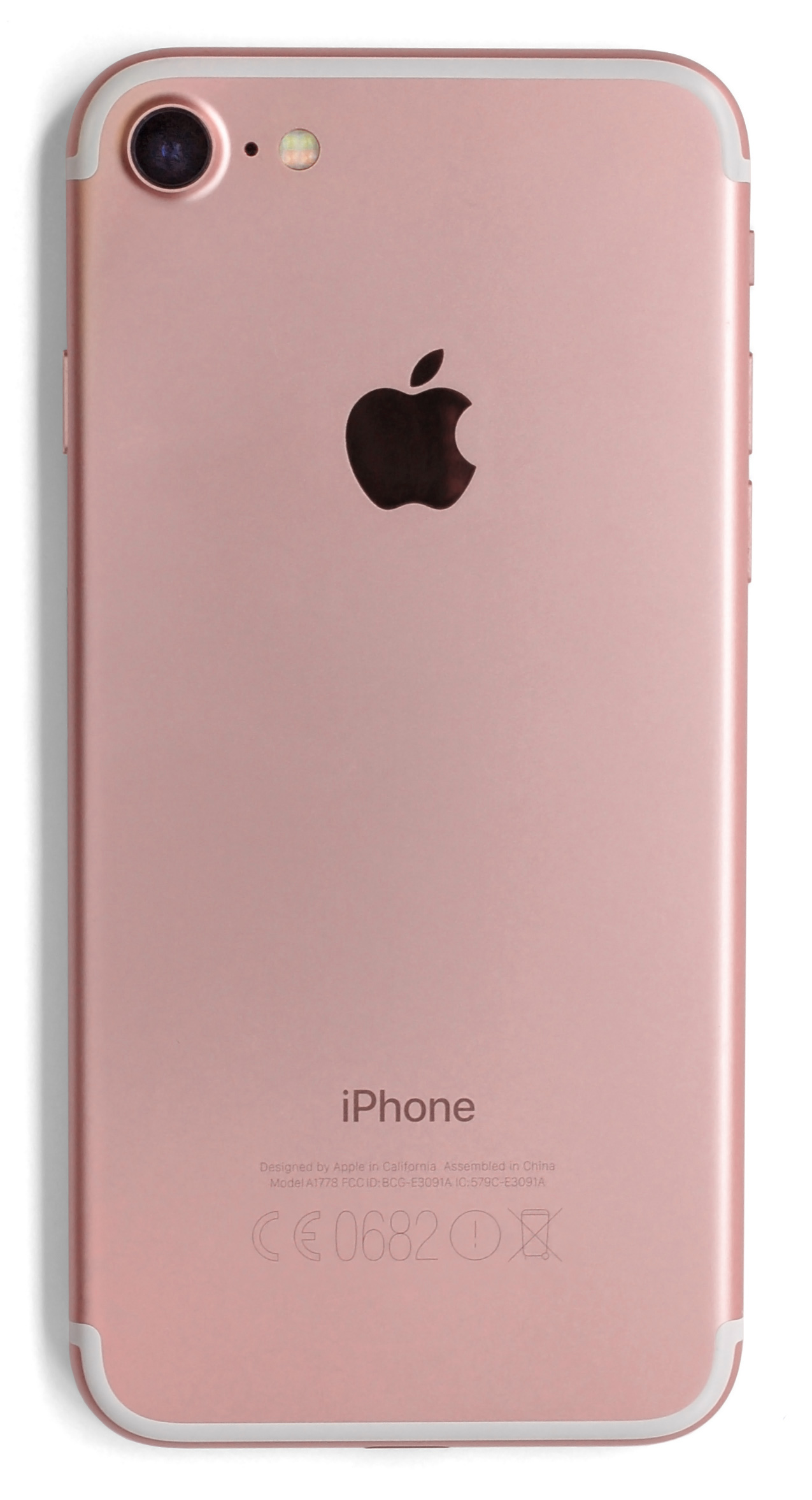
iPhone 7 en color oro rosa.

### Conexión de auriculares
Estos teléfonos, a diferencia de sus predecesores, no cuentan con el puerto para auriculares de 3,5 mm, utilizándose en su lugar el puerto Lightning. En la caja vienen incluidos tanto unos auriculares con este conector como un adaptador para poder utilizar cualquier auricular con conexión de 3,5 mm. La decisión de eliminar el puerto de 3,5 mm ha sido también criticada al impedir cargar el teléfono mientras se usan los auriculares.

### Cámara trasera
- iPhone 7 tiene una cámara con sensor de 12 megapixeles, con apertura de ƒ/1.8, que le permite tomar mejores fotos en poca luz. Puede tomar vídeos de resolución 4K (30fps), además de 1080p a 60 o 30 fps y modo cámara lenta 1080p a 120 fps o 720p a 240 fps.

### Cámara frontal
- Cámara frontal de 7 megapixeles con Retina Flash, Apertura de ƒ/2,2 acompañado de estabilización automática de imagen y grabación de vídeo 1080p HD en ambos modelos, HDR automático, Modo ráfaga, Control de exposición, temporizador

### Batería
- iPhone 7: 1.990 mAh.
- iPhone 7 Plus: 2900 mAh

### Procesador, memoria y almacenamiento
- Procesador A10 Fusion de cuatro núcleos a 2,34 GHz de 64 bits. Coprocesador de movimiento M10 integrado.
- 2 GB de RAM en el iPhone 7.
- 3 GB de  RAM en el IPhone 7 Plus.
- Almacenamiento interno de 32GB, 128GB y 256GB lo que supone el doble de las capacidades disponibles de la anterior generación.

### Pantalla
- iPhone 7: Pantalla Retina HD panorámica de 4,7 pulgadas retroiluminada por LED con tecnología IPS. Resolución de 1334 por 750 a 326 p/p y contraste de 1.400:1 (típico)
- iPhone 7 Plus: Pantalla Retina HD panorámica de 5,5 pulgadas retroiluminada por LED con tecnología IPS. Resolución de 1920 por 1080 a 401 p/p y contraste de 1.300:1 (típico)

### Botón de Inicio
El botón de inicio se rediseña para este modelos, pasando de ser un botón físico a una superficie sensible a la presión combinada con un motor háptico, lo que supone que al hacer presión sobre el mismo, el usuario recibe una respuesta en modo de vibración simulando el efecto de pulsar un botón solo cuando este encendido, dado que al apagarse el botón del dispositivo se convierte en una superficie sin vibración.

### Resistencia al agua y polvo
Cuentan con la calificación IP67 según la norma IEC 60529, por la que estos iPhones son resistentes tanto a las salpicaduras, como al agua y al polvo. Aun así, se especifica que la garantía de los dispositivos no cubren los daños causados por líquidos. Algo que ha denunciado la Organización de Consumidores y Usuarios por publicidad engañosa.

## Software
Cuenta con el sistema operativo iOS en su décima versión (iOS 10) instalado de fábrica, actualizable a iOS 15.8.3 desde marzo de 2024. El dispositivo no recibirá nuevas  versiones de iOS.